# Centre Valteri
Valteri est un centre national d'apprentissage et de conseil relevant du Ministère de l'Éducation et de la Culture de Finlande.

## Présentation
Le Centre national Valteri pour l'apprentissage et le conseil relèvent de l'Agence nationale de l'éducation. 
Le centre est un réseau d'écoles qui dispensent un enseignement préprimaire, l'enseignement primaire et des enseignements complémentaires sur la base du volontariat. 
Les élèves de l’école et les élèves en période de soutien étudient en classes organisés par groupes d’âge.
L'orientation en classe est assurée par une équipe multidisciplinaire autour de l'enseignant et de l'instructeur, qui peut comprendre, par exemple, un orthophoniste, un physiothérapeute et un ergothérapeute.
À Valteri, l'enseignement, la réadaptation qui soutient l'apprentissage et le conseil qui promeut la capacité fonctionnelle forment un ensemble cohérent et complémentaire qui utilise l'expertise multidisciplinaire de l'école.

## Les écoles Valteri
Les six unités du centre Valteri sont:
- Onerva, Kukkumäki, Jyväskylä
- Mikael, Urpola, Mikkeli
- Mäntykangas, Männistö, Kuopio
- Ruskis, Ruskeasuo, Helsinki
- Skilla, Helsinki
- Tervaväylä, Myllytulli, Oulu